# Tierps kommun
Tierps kommun är en kommun i Uppsala län i landskapen Uppland och Gästrikland. Centralort är Tierp.
Området som utgör kommunen är flackt. I sydväst är höjden cirka 70 meter över havet och därifrån sänker sig berggrundsytan långsamt till kusten vid Bottenhavet. Det mest markerade topografiska draget är rullstensåsen Uppsalaåsen i väster. Tierps kommun har en stark tradition av industrier och i början av 2020-talet fanns cirka 20 procent av kommunens arbetstillfällen inom tillverkningsindustrin. 
Sedan kommunen bildades har folkmängden legat stabilt mellan 19 818 och 21 214 invånare. Kommunen har en lång tradition av rött och rödgrönt styre som dominerats av Socialdemokraterna. Valet 2018 ledde dock till ett historiskt maktskifte när Alliansen i koalition med Miljöpartiet tog makten.

## Administrativ historik
Kommunens område motsvarar socknarna: Hållnäs, Söderfors, Tegelsmora, Tierp, Tolfta, Vendel, Västland och Österlövsta. I dessa socknar bildades vid kommunreformen 1862 landskommuner med motsvarande namn.
Tierps municipalsamhälle inrättades i Tierps landskommun 3 augusti 1888 och upplöstes 1920 när Tierps köping bildades genom en utbrytning ur landskommunen.
Vid kommunreformen 1952 införlivades Tolfta landskommun i Tierps köping och Tegelsmora landskommun införlivades i Vendels landskommun.
Tierps kommun bildades vid kommunreformen 1971 genom en ombildning av Tierps köping. Samtidigt bildades Tierpsbygdens kommun av Tierps landskommun och kommunerna Vendel, Hållnäs, Österlövsta, Västland, Söderfors av motsvarande landskommuner. 1974 införlivades dessa kommuner i Tierps kommun.
Kommunen ingick från bildandet till 2005 ingick i Tierps domsaga (före 1 april 1980 benämnd Uppsala läns norra domsaga) och kommunen ingår sedan 2005 i Uppsala domsaga.
Kommunen ingår sedan 2010 i Förvaltningsområdet för finska. 

## Geografi

### Topografi och hydrografi
Området som utgör kommunen är flackt. I sydväst är höjden cirka 70 meter över havet och därifrån sänker sig berggrundsytan långsamt till kusten vid Bottenhavet. Det mest  markerade topografiska draget är rullstensåsen Uppsalaåsen i väster. Det finns gott om myrmark i kommunen varav Florarna är den mest berömda. Huvudsakligen täcks urberget av ett tunt täcke morän och är bevuxen med barrskog. Kring Tämnarån hittas Tierps viktigaste jordbruksområde och då  särskilt i området sydväst om tätorten Tierp. Kustområdet utgörs av omväxlande berg och grunda vikar. Vid Sikhjälma finns ett vackert exempel på hur vågsvall bildar fält av klappersten.
Nedan presenteras andelen av den totala ytan 2020 i kommunen jämfört med riket.
|  | Bebyggelse (3,8 %) |

|  | Skog (74,1 %) |

|  | Öppen myrmark (1,8 %) |

|  | Jordbruksmark (13,8 %) |

|  | Övrig mark (6,5 %) |

|  | Bebyggelse (3,1 %) |

|  | Skog (68,0 %) |

|  | Öppen myrmark (7,2 %) |

|  | Jordbruksmark (7,4 %) |

|  | Övrig mark (14,3 %) |

### Naturskydd
År 2021 fanns 28 naturreservat i Tierps kommun. Av dessa var tre kommunala– Iggelbo, Källarberget och Björns skärgård.
Naturreservatet Båtfors är ett av länets artrikaste områden. Det utgörs av växlande forsar, svämskog, svämäng och gammelskog. Reservatet är även klassat som Natura 2000-område. Ett annat exempel på naturreservat i kommunen är Lerorna. Sjön Lerorna är grund, kalkrik och näringsfattig vilket gör att arter som gölgroda och blodigel trivs. Vid sjön finns ett rikkärr. Där trivs arter som kalkkärrsgrynsnäcka och orkidén gulyxne men också arter som exempelvis pudrad kärrtrollslända, trivs där.

### Administrativ indelning
Fram till 2016 var kommunen för befolkningsrapportering indelad i fem församlingar: Hållnäs-Österlövsta, Tierp-Söderfors, Tolfta, Vendel-Tegelsmora och Västlands.

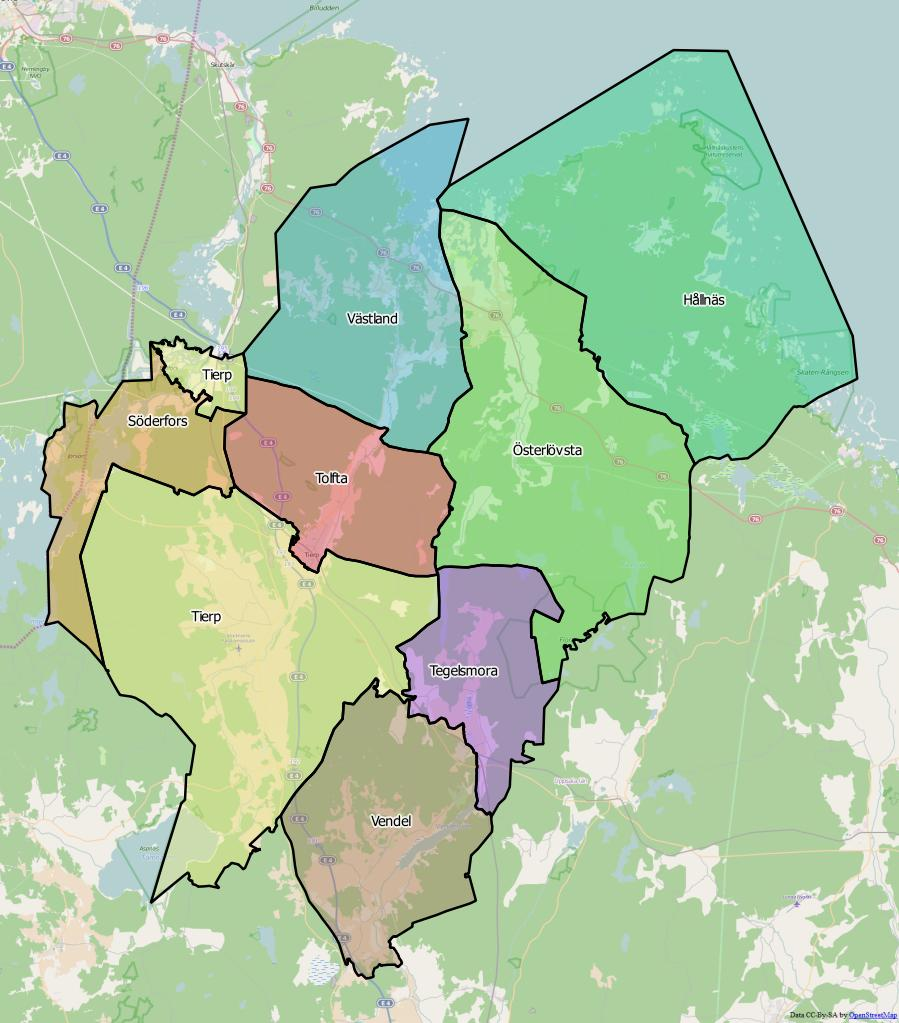
Distrikt (socknar) inom Tierps kommun.

Från 2016 indelas kommunen istället i åtta  distrikt, vilka motsvarar de tidigare socknarna:

- Hållnäs
- Söderfors
- Tegelsmora
- Tierp
- Tolfta
- Vendel
- Västland
- Österlövsta

### Tätorter

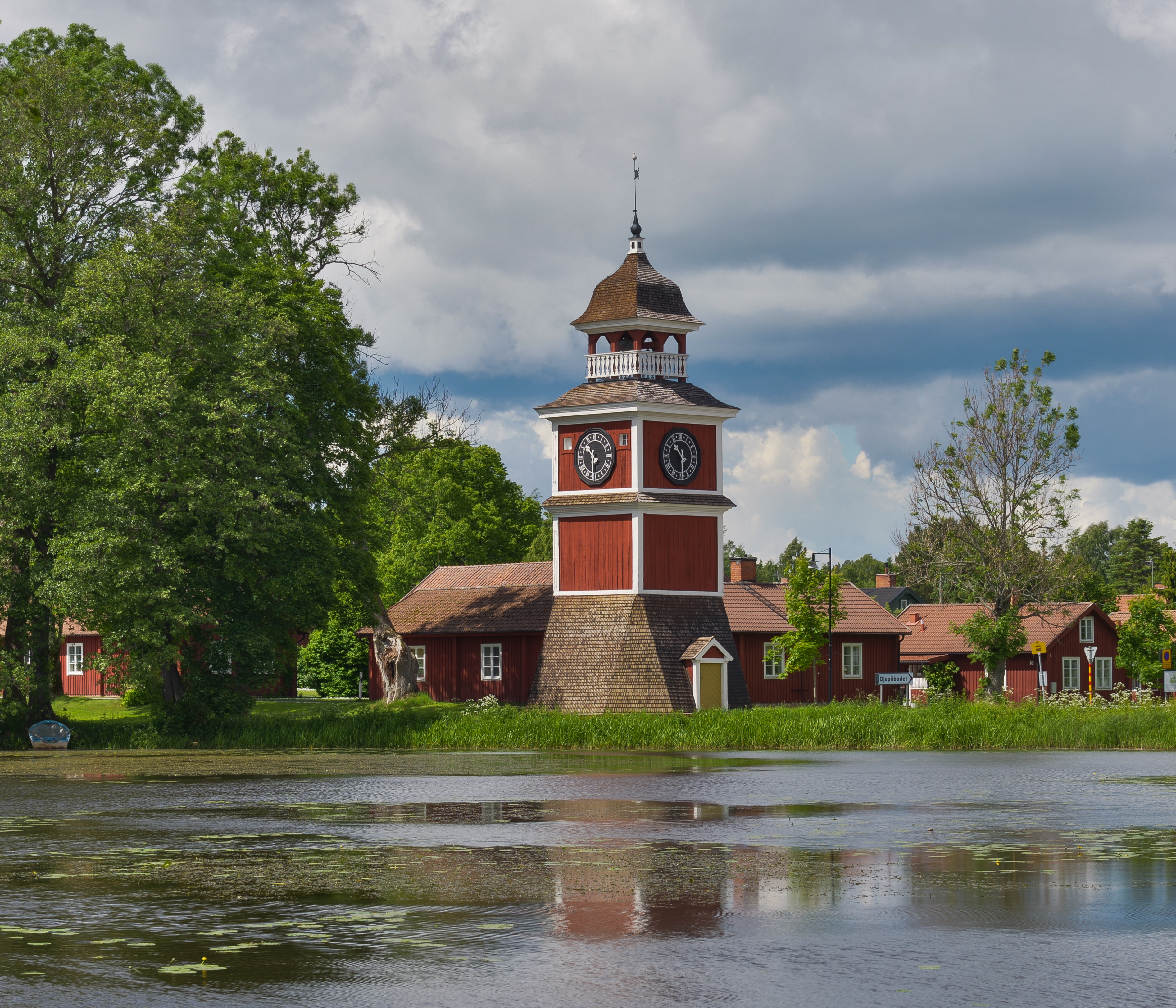
Bruksområdet i Karlholmsbruk.

Vid Statistiska centralbyråns tätortsavgränsning den 31 december 2015 fanns det nio tätorter i Tierps kommun
| Nr | Tätort        | Folkmängd |
| -- | ------------- | --------- |
| 1  | Tierp         | 5 826     |
| 2  | Örbyhus       | 2 025     |
| 3  | Söderfors     | 1 704     |
| 4  | Karlholmsbruk | 1 193     |
| 5  | Skärplinge    | 720       |
| 6  | Månkarbo      | 671       |
| 7  | Tobo          | 610       |
| 8  | Mehedeby      | 430       |
| 9  | Upplanda      | 222       |

Centralorten är i fet stil.

## Styre och politik

### Styre
Mandatperioden 2010–2014 styrdes kommunen av de rödgröna, vilka samlade 27 av 49 mandat.
Efter valet 2014 krävde Vänsterpartiet en satsning på lågavlönade och att det skulle byggas en ny sporthall i Söderfors. Därför lämnades Vänsterpartiet utanför styret och istället styrdes kommunen av en minoritetskoalition bestående av Miljöpartiet och Socialdemokraterna. Valet 2018 ledde delvis till maktskifte där Alliansen gick samman med Miljöpartiet i en minoritetskoalition. Maktskiftet blev historiskt efter kommunen styrts av Socialdemokraterna sedan kommunen bildades på 1970-talet.
| År        | Partier | Partier | Partier | Partier | Partier | Partier |
| --------- | ------- | ------- | ------- | ------- | ------- | ------- |
| 2002–2006 | S       |         |         |         |         |         |
| 2006–2010 | S       | V       |         |         |         |         |
| 2010–2014 | S       | MP      | V       |         |         |         |
| 2014–2018 | S       | MP      |         |         |         |         |
| 2018–2022 | C       | M       | KD      | L       | MP      |         |
| 2022–     | C       | M       | KD      | L       |         |         |

### Kommunfullmäktige

#### Presidium
| Presidium 2022–2026    | Presidium 2022–2026 | Presidium 2022–2026 |
| ---------------------- | ------------------- | ------------------- |
| Ordförande             | M                   | Daniel Blomstedt    |
| Förste vice ordförande | KD                  | Peter Zoné          |
| Andre vice ordförande  | S                   | Bengt-Olov Eriksson |

#### Mandatfördelning 1970–2022
| 19 | 6 | 3 | 2 |

| 27 |

|  | 26 | 13 | 4 | 2 | 3 |

| 44 |

|  | 25 | 13 | 5 |  | 4 |

| 39 | 10 |

|  | 26 | 13 | 4 |  | 4 |

| 34 | 15 |

|  | 27 | 12 | 3 |  | 5 |

| 34 | 15 |

|  | 27 | 10 | 5 |  | 5 |

| 34 | 15 |

|  | 25 |  | 13 | 4 |  | 4 |

| 32 | 17 |

|  | 24 |  | 10 | 4 | 3 | 6 |

| 29 | 20 |

| 2 | 28 | 2 | 8 | 3 |  | 5 |

| 26 | 23 |

| 4 | 24 | 2 |  | 7 | 2 | 3 | 6 |

| 26 | 23 |

| 3 | 25 | 2 | 9 | 3 | 3 | 4 |

| 27 | 22 |

| 2 | 22 | 2 | 2 | 10 | 3 | 2 | 6 |

| 26 | 23 |

| 2 | 22 | 3 | 3 | 9 | 2 |  | 7 |

| 29 | 20 |

| 3 | 20 | 3 | 6 | 9 |  |  | 6 |

| 26 | 23 |

| 3 | 15 | 2 | 8 | 11 |  | 2 | 7 |

| 29 | 20 |

| 3 | 16 |  | 2 | 9 | 8 |  | 2 | 7 |

| 29 | 20 |

### Nämnder

#### Kommunstyrelse
Totalt har kommunstyrelsen 15 ledamöter, varav Socialdemokraterna har fem, Centerpartiet och Sverigedemokraterna har två vardera, medan Moderaterna har två, och Miljöpartiet, Vänsterpartiet, Kristdemokraterna och Liberalerna har en ledamot vardera.
Kommunstyrelsens ordförande är kommunens kommunalråd. Dess andre vice ordförande är kommunens oppositionsråd.
| Presidium 2022–2026    | Presidium 2022–2026 | Presidium 2022–2026 |
| ---------------------- | ------------------- | ------------------- |
| Ordförande             | C                   | Sara Sjödal         |
| Förste vice ordförande | M                   | Emma Lokander       |
| Andre vice ordförande  | S                   | Viktoria Söderling  |

#### Lista över kommunstyrelsens ordförande
- Nils Jansson (S)
- Sixten Lindgren (S)
- Bo S Englund (S)
- Britt-Marie Fredriksson (S)
- Börje Wennberg (S) 1992–2006[25][26]
- Bengt-Olov Eriksson (S) 1991[21]–2018
- Sara Sjödal (C) 2018[27]–

#### Övriga nämnder
| Nämnd               | Ordförande | Ordförande    | Vice ordförande | Vice ordförande  | Andre vice ordförande | Andre vice ordförande |
| ------------------- | ---------- | ------------- | --------------- | ---------------- | --------------------- | --------------------- |
| Jävsnämnden         | S          | Pia Wårdsäter | C               | Lars Lindgren    |                       |                       |
| Krisledningsnämnden | C          | Sara Sjödal   | M               | Emma Lokander    |                       |                       |
| Lönenämnden         | C          | Sara Sjödal   | Ob.             | Katrin Jakobsson |                       |                       |
| Valnämnden          | C          | Eva Lindberg  | M               | Sven Lokander    | S                     | Inger Wennberg        |

### Vänorter
- Forssa, Finland
- Hauho, Finland
- Janakkala, Finland
- Nørre Djurs, Danmark
- Vågå kommun, Norge

Dessutom förekommer samarbete med
- Sarajevo, Bosnien-Hercegovina (projekt)
- Valga, Estland (projekt)

## Ekonomi och infrastruktur

### Näringsliv
Tierps kommun har en stark tradition av industrier och i början av 2020-talet fanns cirka 20 procent av kommunens arbetstillfällen inom tillverkningsindustrin. Bland företag inom tillverkningsindustrin märks snabbstålstillverkaren Erasteel Kloster AB, specialkabeltillverkaren Habia Cable AB, verktygstillverkaren Atlas Copco Tools AB och tillverkaren av värmeåtervinnare och luftfuktare Munters Europe AB. En annan bransch av betydelse i kommunen var jord- och skogsbruket.

### Infrastruktur

#### Transporter
Följande större vägar går genom kommunen:
- Europaväg E4 mellan Haparanda och Helsingborg i nord-sydlig riktning.
- Väg 76 mellan Gävle och Norrtälje i nordvästlig riktning.
- Väg 292 mellan Hargshamn och Söderfors i väst-östlig riktning.
- Väg C 600 mellan Uppsala och Mehedeby i nord-sydlig riktning.

Ostkustbanan går igenom kommunen och järnvägsstationer finns i Tierp, Tobo och Örbyhus. Mälartåg trafikerar alla stationer på linjen Uppsala-Gävle. SJ stannar även vissa IC-tåg i Tierp på linjen Stockholm-Gävle. I Örbyhus ansluter den oelektrifierade järnvägslinjen Örbyhus-Hallstavik.
Tierp har bussar till flera platser utanför kommunen, bland annat Uppsala, Älvkarleby och Östhammar. Bussarna körs av UL.

## Befolkning

### Demografi

#### Befolkningsutveckling
Kommunen har 21 104 invånare (31 december 2024), vilket placerar den på 121:a plats avseende folkmängd bland Sveriges kommuner.
| Befolkningsutvecklingen i Tierps kommun 1970–2020 | Befolkningsutvecklingen i Tierps kommun 1970–2020 | Befolkningsutvecklingen i Tierps kommun 1970–2020 | Befolkningsutvecklingen i Tierps kommun 1970–2020 | Befolkningsutvecklingen i Tierps kommun 1970–2020 |
| ------------------------------------------------- | ------------------------------------------------- | ------------------------------------------------- | ------------------------------------------------- | ------------------------------------------------- |
|                                                   |                                                   |                                                   |                                                   |                                                   |
| År                                                |                                                   |                                                   | Folkmängd                                         |                                                   |
| 1970                                              | 1970                                              |                                                   | 21 214                                            |                                                   |
| 1975                                              | 1975                                              |                                                   | 20 833                                            |                                                   |
| 1980                                              | 1980                                              |                                                   | 20 608                                            |                                                   |
| 1985                                              | 1985                                              |                                                   | 19 818                                            |                                                   |
| 1990                                              | 1990                                              |                                                   | 20 052                                            |                                                   |
| 1995                                              | 1995                                              |                                                   | 20 171                                            |                                                   |
| 2000                                              | 2000                                              |                                                   | 19 888                                            |                                                   |
| 2005                                              | 2005                                              |                                                   | 20 056                                            |                                                   |
| 2010                                              | 2010                                              |                                                   | 20 125                                            |                                                   |
| 2015                                              | 2015                                              |                                                   | 20 547                                            |                                                   |
| 2020                                              | 2020                                              |                                                   | 21 136                                            |                                                   |

## Kultur

### Kulturarv

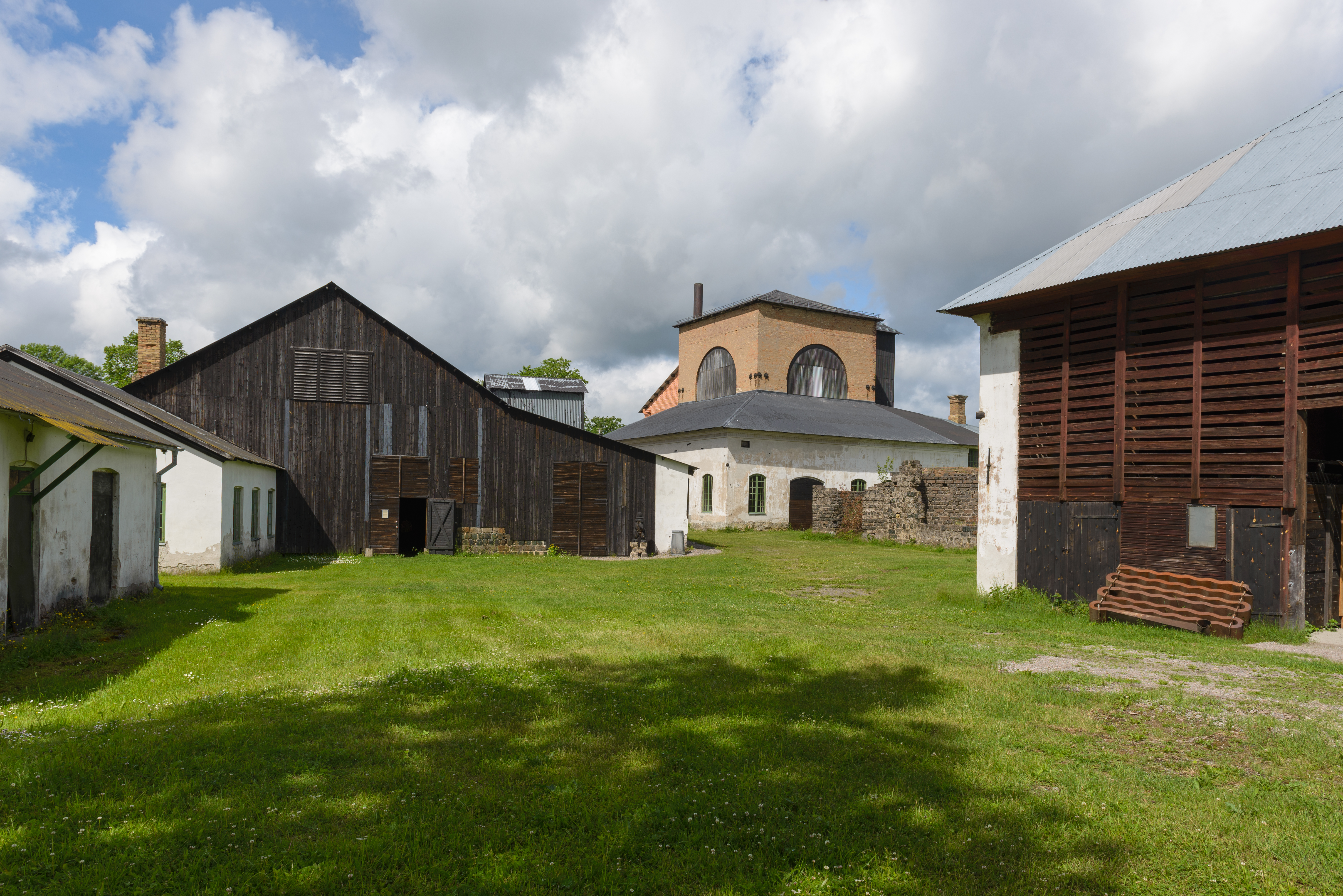
Bruksområdet i Strömsberg, en av flera bruksorter i kommunen.

I kommunen finns rikligt med kulturarv. Exempelvis Vendel är en plats som gett upphov till Vendeltiden, år 550-800 e Kr. 
På Hållnäs-halvön ligger kulturreservatet Lingnåre med lämningar från vikingatiden så som bostäder, odlingar och gravplatser. Vid Vendelsjön ligger Örbyhus slott, där kung Erik XIV satt fången under sina sista år i livet. Slottet har anor från medeltiden. I Västland finns en herrgårdsbyggnad där ägaren till Västlands bruk bodde men dit gratialister och smedsänkor från bruket senare fick flytta in. På en ö i Dalälven ligger Söderfors bruk där fartygsankare började produceras på 1600-talet och på Karlholm finns Sveriges enda ånghammare i drift. I Lövsta finns det återuppbyggda Vallonbruket som var Sveriges största under 1700-talet. I området syns tydlig skillnad mellan herrgård och arbetarbostäder. Ett annat bruket är Strömsbergs bruk som ursprungligen användes för järnhantering men senare kom att användas för kolning.

### Kommunvapen
Blasonering: I rött en humlekvist med ax och två blad, allt av guld.
För Tierps härad föreskrevs redan 1456 ett sigill med humleax. På 1950-talet skapades två vapen med vardera tre humleax, grön botten med guld för landskommunen och tvärtom för köpingen. Efter namnändringen 1971 använde sig Tierps kommun av Tierps köpings vapen. Efter kommunbildningen 1974 fanns förutom dessa två ytterligare ett antal vapen från tidigare enheter. Man valde att skapa ett nytt vapen med, i stället för tre humleax, ett ax och två blad. Färgen ändrades till rött. Vapnet registrerades 1977.

Tierps köping (1954–1970) Tierps kommun (1971–1973)
Tierps landskommun (1954–1970) Tierpsbygdens kommun (1971–1973)
Hållnäs landskommun (1959–1970) Hållnäs kommun (1971–1973)
Söderfors landskommun (1957–1970) Söderfors kommun (1971–1973)
Västlands landskommun (1955-1970) Västlands kommun (1971–1973)